# Pronomen in der spanischen Sprache
Das Pronomen, pronombre wird in der spanischen Grammatik, ebenso wie in der deutschen, als eine Wortart geführt. Es zählt zu den nominalen Wörtern mit den grammatischen Merkmalen Person, Genus, Numerus und Kasus, und kann, nach traditioneller Beschreibung, stellvertretend für ein Substantiv (bzw. eigentlich eine Nominalphrase, sintagma nominal) eintreten oder ein Substantiv begleiten. Zu den weiteren Eigenschaften der Wortart Pronomen allgemein siehe den Artikel Pronomen.
Im Spanischen weisen die Pronomina komplexe grammatische Merkmale auf, hiervon ist die komplexeste Gruppe wiederum die der Personalpronomen, pronombres personales. Im Unterschied zum spanischen Substantiv haben die spanischen Personalpronomen Kasusformen (Nominativ, Genitiv (bzw. Possessor), Dativ (bzw. indirektes Objekt) oder Akkusativ (bzw. direktes Objekt)). Das Spanische unterscheidet bei den Personalpronomen ferner im Nominativ die beiden Genera, género gramatical Maskulinum, masculino und Femininum, femenino; für spezielle Verwendungen tritt noch ein Neutrum, neutro hinzu. Ferner wird zwischen Singular und Plural unterschieden. Die übrigen Arten von Pronomen weisen einfachere Unterscheidungen auf.

## Personalpronomen

### Überblick
Die spanischen Personalpronomen, pronombres personales umfassen zwei Serien von Formen, die als betonte, pronombres tónicos und unbetonte (d. h. klitische) Pronomen, pronombres atónicos oder clíticos bezeichnet werden. Die betonten Pronomen verhalten sich in syntaktischer Hinsicht ähnlich wie definite Nominalphrasen oder Eigennamen.
Sie können getrennt vom Verb stehen und auch durch verschiedene Zusätze modifiziert werden. Die unbetonten Pronomen stehen verbunden mit einem Verb (mehr dazu siehe unten).
Im Unterschied zu den Substantiven des Spanischen bilden Pronomina verschiedene Formen für den Gebrauch als Subjekt, Objekt oder Ergänzung einer Präposition aus. Neben der ersten, zweiten und dritten Person in Singular und Plural, werden auch spezielle Höflichkeitsformen (Singular und Plural) unterschieden, die sich als Subjekt wie eine 3. Person verhalten (bei der Übereinstimmung mit dem Verb). Genusunterscheidungen sind maskulin, feminin, sowie in wenigen Fällen Neutrum. Der Kontrast maskulin/feminin wird bei allen dritten Personen außer bei den Klitika fürs indirekte Objekt ausgedrückt; anders als im Deutschen werden auch in der ersten und zweiten Person Plural bei den betonten Pronomen maskuline und feminine Formen unterschieden. 
Die folgende Tabelle zeigt zunächst einen Überblick (siehe auch die ergänzenden Erläuterungen darunter). Hier nicht enthalten sind die Reflexivpronomen, die später getrennt behandelt werden. Das Fehlen von Objektformen bei den betonten Pronomen erklärt sich durch das Eintreten von Präpositionen zur Markierung belebter Objekte, siehe die Erläuterung weiter unten.
| Person, Genus, Numerus                    | Betonte Formen, pronombres tónicos | Betonte Formen, pronombres tónicos | Unbetonte Formen, pronombres átonicos | Unbetonte Formen, pronombres átonicos |
| Person, Genus, Numerus                    | als Subjekt                        | nach Präpositionen                 | als direktes Objekt (Akkusativ)       | als indirektes Objekt (Dativ)         |
| ----------------------------------------- | ---------------------------------- | ---------------------------------- | ------------------------------------- | ------------------------------------- |
| 1. Pers. Sg. ich / mir / mich             | yo                                 | mí                                 | me                                    | me                                    |
| 2. Pers. Sg. du / dir / dich              | tú / vos                           | ti                                 | te                                    | te                                    |
| 3. Pers. Sg. Mask. er / ihn / ihm         | él                                 | él                                 | lo, le                                | le (se)                               |
| 3. Pers. Sg. Fem. sie / ihr               | ella                               | ella                               | la                                    | le (se)                               |
| 3. Pers. Sg. Höflichkeitsform Sie / Ihnen | usted                              | usted                              | lo, la, le                            | le (se)                               |
| 1. Pers. Pl. Mask. wir / uns              | nosotros                           | nosotros                           | nos                                   | nos                                   |
| 1. Pers. Pl. Fem. wir / uns               | nosotras                           | nosotras                           | nos                                   | nos                                   |
| 2. Pers. Pl. Mask. ihr / euch             | vosotros                           | vosotros                           | os                                    | os                                    |
| 2. Pers. Pl. Fem. ihr / euch              | vosotras                           | vosotras                           | os                                    | os                                    |
| 3. Pers. Pl. Mask. sie / ihnen            | ellos                              | ellos                              | los, les                              | les (se)                              |
| 3. Pers. Pl. Fem. sie / ihnen             | ellas                              | ellas                              | las                                   | les (se)                              |
| 3. Pers. Pl. Höflichkeitsform Sie / Ihnen | ustedes                            | ustedes                            | los, las, les                         | les (se)                              |

Ergänzungen
- Zusätzlich existiert als ein Restbestand eines Neutrums das Pronomen ello. Es steht allein für abstrakte Sachverhalte und ist in der gesprochenen Sprache im Rückzug begriffen. Es kann als Subjekt, Dativobjekt und nach Präpositionen gesetzt werden, sowie in der Fügung todo ello („das alles“) auch als direktes Objekt.[3] Ello wird sehr häufig durch die Demonstrativa eso oder esto (siehe unten) ersetzt. – Beispiele:

Nuestra calle ya no es segura y ello nos inquieta. — „Unsere Straße ist nicht mehr sicher und das beunruhigt uns.“
No saben idiomas y hasta se enorgullecen de ello. — „Sie können keine Fremdsprachen und sind sogar stolz darauf.“
- Bei den genusmarkierten Pluralformen los / las, nosotros / nosotras etc. gilt generell: Die maskuline Form steht, sobald es mindestens ein männliches Individuum in der Personengruppe gibt, die weibliche Pluralform steht, wenn nur weibliche Individuen in der Personengruppe sind.
- Die Formen der Pronomen nach Präpositionen gelten nicht für die Präposition con („mit“) – für diese Sonderformen siehe unten unter Pronomen nach Präpositionen.

### Zum Gebrauch der Anredepronomen
Der Gebrauch des Pronomens vos (historisch „Ihr“) als Anrede im Singular anstelle von tú („du“) ist typisch für das Spanisch in einigen nicht europäischen Ländern; diese Erscheinung wird als Voseo bezeichnet.
Die in Spanien ausschließlich als Höflichkeitsform im förmlichen Umgang (vgl. „Siezen“ im Deutschen) verwendete Anrede ustedes ist in Lateinamerika die standardsprachliche und allgemein verbreitete Anredeform, unabhängig von Sprachebene oder Vertrautheit. So wird die 2. Person Plural im amerikanischen Sprachraum überhaupt nicht benutzt und stets durch die Anrede in der 3. Person ersetzt. An die Stelle des Personalpronomens vosotros tritt hingegen immer ustedes (eine der wenigen Regeln, die universal für ganz Lateinamerika gelten). Auch im Singular ist die Anrede in der 2. Person mit tú in manchen Gebieten weniger gebräuchlich (oder wirkt schroff bzw. pedantisch) und man greift entweder zu vos (entspricht der deutschen historischen Höflichkeitsform „Ihr“) oder zur 3. Person mit usted.
Zum Gebrauch der unbetonten Pronomen im Zusammenhang mit einer Anrede, siehe unten unter dem Stichwort leismo.

### Subjektpronomen
Spanisch ist eine sogenannte Pro-Drop-Sprache d. h. Pronomen an Subjektstelle, pronombres usados como sujetos, können weggelassen werden, wenn sie nicht besonders hervorgehoben werden sollen, da die Verbform bereits dieselben Merkmale wie ein Personalpronomen enthält. Hieraus ergibt sich, dass als Subjektpronomen nur betonte Formen existieren; die Alternative ist eben die völlige Weglassung (wogegen bei Objekten das unbetonte Pronomen zur Alternative steht, weil eine völlige Weglassung hier nicht vorgesehen ist). Dieselben betonten Formen erscheinen auch bei freistehender Verwendung des Pronomens.
Beispiele:
- Él es literato y ella es actriz. — „Er ist Schriftsteller und sie ist Schauspielerin.“
- Nosotros caminaremos pronto. Tu hermano, no. — „Wir werden schnell gehen. Dein Bruder (aber) nicht.“
- ¿Quién escribió este tema estúpido? - ¡Yo! — „Wer schrieb dieses blödsinnige Thema? - Ich!“

### Pronomen nach Präpositionen
Nach Präpositionen werden die selbständigen, betonten Pronomina verwendet (pronombres término de preposición); allerdings verschmilzt die Präposition con (mit) mit den Pronomina zu eigenen kombinierten Formen (ebenso mit dem Reflexiv, siehe dort):
con + mí → conmigo
con + tí → contigo
Beispiele:
- Ni contigo ni sin ti. — „Weder mit dir noch ohne dich.“ (verschmolzene Form mit con, separate Form nach anderen Präpositionen wie sin „ohne“)

Die Abwesenheit von Objektformen für betonte Pronomina in der Tabelle erklärt sich daraus, dass belebte Wesen als direktes oder indirektes Objekt von der Präposition a eingeführt werden müssen (mehr dazu siehe unter Kasussystem der spanischen Sprache). Daher sind die Objektformen in diesem Fall immer präpositionale Formen. Wird diese Konstruktion a + Präpositionalkasus verwendet, so müssen auch die entsprechenden verbundenen Formen zusätzlich eingesetzt werden (dieses Phänomen der Klitik-Dopplung wird anschließend im Zusammenhang mit den unbetonten Pronomen besprochen).
Beispiele:
- Primero me miró a mí. — „Zunächst sah sie mich an.“ (mit Dopplung des Objekts a mí durch zusätzliches me).
- A ella no le han subido nunca el sueldo. — „Ihr hat man noch nie das Gehalt erhöht.“

Vergleiche:
No le han subido nunca el sueldo. — „Man hat ihr noch nie das Gehalt erhöht.“ (ohne Hervorhebung von ihr, nur unbetonte Form le)

### Die unbetonten Objektpronomen

#### Standard
Wie erwähnt stehen betonte pronominale Objekte nach der Präposition a, sofern sie belebte Wesen bezeichnen. Ein betontes Objektpronomen des Neutrums ist ferner ello (siehe oben in Überblick). Die Grammatik der unbetonten Objektpronomen, pronombres personal atónicos o clíticos erfordert dagegen ausführliche Erläuterungen.
Schwache, d. h. klitische Pronomen sind die Formen me, te, lo, le, la sowie ihre jeweiligen Pluralformen. Sie werden nur an eine Verbform gekoppelt benutzt und stehen dort stellvertretend für Personen oder Sachen. Die Formen der dritten Person verweisen fast immer auf etwas im Kontext Erwähntes. – Beispiel:
- Un lobo gris olió la carne y la comió. — „Ein grauer Wolf witterte das Fleisch und fraß es.“

Hier dient das Pronomen la vor comió dazu, den Bezug auf den vorangegangenen Ausdruck la carne („das Fleisch“) wieder aufzunehmen. Der Bezug der Pronomen der ersten und zweiten Person (me, te) ergibt sich dagegen aus der Sprechsituation.
Als direktes Objekt stehen normalerweise die Pronomen lo / la (Singular) oder los / las (Plural). – Beispiele:
- Femininum, género femenino:

Carlos come manzanas — „Carlos isst Äpfel.“
Carlos las come. — „Carlos isst sie.“
- Maskulinum, género masculino:

Carlos come melocotónes. — „Carlos isst Pfirsiche.“
Carlos los come. — „Carlos isst sie.“
- Für abstrakte Sachverhalte steht lo, género neutro:

No lo he visto. — „Ich habe es nicht gesehen.“
Als indirektes Objekt (in der Kasusterminologie Dativ) steht le / les (außer wenn mehrere unbetonte Pronomen zusammentreffen, siehe unten)
- Carlos llevó manzanas a su madre. „Carlos brachte seiner Mutter Äpfel.“

pronominalisiert: Le llevó manzanas. — „Er brachte ihr Äpfel.“

#### Varianten —Leísmo, laísmo
Leísmo nennt man die Verwendung des indirekten Objekts (in der Kasusterminologie Dativformen) le und les statt des direkten Objekts (in der Kasusterminologie Akkusativformen) lo oder los. Diese Erscheinung tritt vorwiegend im europäischen Spanisch und beim Bezug auf Personen auf, und stellt einen gehobenen Stil dar. – Beispiele:
- La Reina le abrazó. — „Die Königin umarmte ihn.“
- La Reina les abrazó. —„Die Königin umarmte sie.“

Vielerorts werden le und les als die eigentlichen verbundenen Pronomen im direkten Objekt (Akkusativ) für die Anredeweisen usted und ustedes angesehen. – Beispiel:
- Le acompaño, señor López. — „Ich begleite Sie, Herr López.“
- Les acompaño, señores. — „Ich begleite Sie, meine Herren.“

Laísmo nennt man die Verwendung der Akkusativformen la und las statt der Dativformen le oder les beim Bezug auf weibliche Personen. – Beispiele:
- Su padre la regaló un rímel. — „Ihr Vater schenkte ihr eine Wimperntusche“
- Su padre las regaló un rímel. — „Ihr Vater schenkte ihnen eine Wimperntusche.“

Auch Laísmo kommt vorwiegend im europäischen Spanisch vor, hat aber im Gegensatz zum Leísmo ein eher niedriges Prestige.

### Syntax der Objektpronomen

#### Stellung vor oder nach dem Verb
In einem Satz mit einem einfachen finiten Verb als Prädikat stehen die unbetonten Objektpronomen direkt vor der finiten Verbform („proklitisch“). Es kann kein Adverb oder anderes Material zwischen Pronomen und Verb eingeschoben werden, auch die Verneinung (no) steht vor dem Komplex aus Objektpronomen und Verb:
- No me gusta tu coche. — „Dein Auto gefällt mir nicht.“

Bei Satzteilen, die aus einer infiniten Verbform bestehen, steht ein Objektpronomen hinter der infiniten Verbform („enklitisch“); es wird dann mit dem Verb zusammengeschrieben:
- ...tomandolo como un desafío personal. — ...„indem ich es als persönliche Herausforderung nehme.“ (tomando-lo = nehmend-3sg.mask.obj, die Form tomando ist ein gerundio)
- Hay que buscarla y darle la noticia. — „Es ist nötig, sie zu suchen und ihr die Nachricht zu geben.“ (Infinitiv nach der unpersönlichen Konstruktion hay que)

Ebenso folgt das unbetonte Pronomen nach einem Imperativ, sofern er nicht verneint ist:
- Búsquesemelo. — „Suchen Sie es für mich.“ (busquese-me-lo = suchen.imp-1.sg.obj-3.sg.obj)
- aber: No te preocupes. — „Mach dir keine Sorgen!“

Durch die Anfügung eines klitischen Pronomens wird die Betonung auf dem Verb nicht verändert. In der Schrift wird aufgrund der Zusammenschreibung der Verbindungen daher evtl. Akzentsetzung erforderlich: mirarme „mich anzusehen“; intentándolo „es versuchend“; cómpramelo „kauf mir es“.

#### Klitik-Anhebung

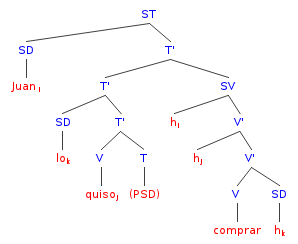
Juan lo quiso comprar.

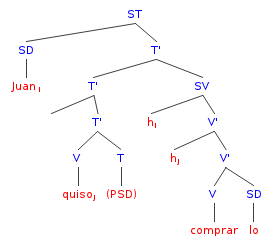
Juan quiso comprarlo.

Bei zusammengesetzten Prädikaten aus einem finiten und einem infiniten Verb ergeben sich für die klitischen Pronomen, pronombres enclíticos zwei mögliche Positionen: entweder nach dem infiniten Verb, oder vor dem finiten Verb der Konstruktion. Dies betrifft vor allem Konstruktionen mit Hilfsverben und mit Modalverben. Beispiele:
- Estábamos preparándonos. — „Wir waren dabei, uns vorzubereiten.“ (Hilfsverb estar)

oder: Nos estábamos preparando.
- Puedes venderlo en la librería de ocasión. — „Du kannst es im modernen Antiquariat verkaufen.“

oder: Lo puedes vender en la librería de ocasión.
Hier ist das Objektpronomen lo sinngemäß eine Ergänzung zu vender („verkaufen“). Die Position vor dem Modalverb puedes („du kannst“) ist demgegenüber eine Verschiebung an ein finites Verb, das jedoch dieses Objekt nicht verlangt. Man spricht daher von einer „Anhebung“ des klitischen Pronomens (ascenso del clítico); die beiden Verben werden hierbei behandelt als bildeten sie zusammen ein einziges finites Verb. Dieser Prozess ist optional. In einer Transformationsgrammatik kann der Unterschied mittels einer Bewegung des Pronomens dargestellt werden (siehe nebenstehende Baumdiagramme; diese Analyse ist allerdings umstritten):
- Juan quiso comprarlo. — „Juan wollte es kaufen.“

oder: Juan lo quiso comprar.

#### Reihenfolge bei mehreren Klitika
Treffen zwei Personalpronomen an einem Verb zusammen, gilt zunächst: indirektes Objekt (das zumeist belebt ist) vor direktem Objekt:
- (Yo) te lo digo — „Ich sage es dir“.

Treffen zwei Personalpronomen der dritten Person an einem Verb zusammen, so gilt zudem, dass aus den Dativpronomen (indirektes Objekt) le, les einheitlich die Form se wird (formgleich mit dem unbetonten Reflexiv, siehe weiter unten). Beispiele:
- Les da el coche. („Er gibt ihnen das Auto“) wird bei Ersetzung des Objekts zu Se lo da und keinesfalls zu *Les lo da.[10]
- ¿Conoce Vd. a mi amiga? — „Kennen Sie meine Freundin?“

Se la presento. — „Ich stelle sie Ihnen vor“ (keinesfalls *Le la presento.)
- Se lo voy a decir. — „Ich bin im Begriff, es Ihnen zu sagen.“
- Esto no se lo he dicho yo. — „Das habe ich ihnen nicht gesagt.“[11]

Diese Reihenfolgeregel gilt ebenso, wenn Pronomen nach dem Infinitiv, Gerundium oder bejahenden Imperativ angehängt werden:
- Voy a decirselo. — „Ich bin im Begriff, es Ihnen zu sagen.“

Die Form se kann natürlich auch (regulär) für das unbetonte Reflexivpronomen stehen. Dieses se steht vor allen anderen Pronomen, auch vor Dativen. Das nachfolgende Beispiel zeigt dies für das Verb caerse, „fallen“, das ein inhärent reflexives Verb ist (also ein Reflexiv trägt, das im Deutschen nicht übersetzt wird). Dieses erscheint vor dem Dativ te:
- Se te cae la taza. — „(refl.) dir fällt herunter die Tasse.“

Unter Einbeziehung der übrigen Pronomen ist die Reihung folgendermaßen:
- se + 2. Person (Singular/Plural) Objektpronomen + 1. Person (Singular/Plural) Objektpronomen + 3. Person (Singular/Plural) Objektpronomen + Sachobjekt.[12] – Also:

```
 se + te/os + me/nos + lo/la/los/las/le/les
```

- Daraus lässt sich zusammenfassen:

„se“ befindet sich an der Spitze, vor allen anderen unbetonten Objektpronomen;
alle mit dem Buchstaben „l“ anfangende Pronomen kommen zuletzt;
„te“ und „os“ immer vor „me“ und „nos“;

#### Clitic doubling,duplicación clítica
Im Spanischen gibt es häufig Konstruktionen, bei denen ein klitisches Pronomen am Verb gleichzeitig mit einem entsprechenden vollen Satzglied an Objektstelle auftritt. In der Fachliteratur wird dies oft mit dem englischen Ausdruck clitic doubling bezeichnet, spanisch duplicación clítica, also „Klitik-Verdopplung“.
Ein indirektes Objekt, das mit a eingeführt wird, kann demnach zugleich mit dem Dativ-Klitik am Verb auftreten:
- Le di un regalo a mi madre. — „Ich gab meiner Mutter ein Geschenk“ (das zusätzliche le am Satzanfang bezieht sich auf „meine Mutter“ und ist redundant)
- A mis invitados siempre les ofrezco café. — „Ich biete meinen Gästen immer Kaffee an.“ (das indirekte Objekt ist vorangestellt und wird durch les gedoppelt)

Mit direktem Objekt:
- Lo vi a tu papá en la tienda. — „Ich habe deinen Vater im Geschäft gesehen.“ (lo doppelt „deinen Papa“).

Die Dopplung tritt ebenso auf, wenn an Objektstelle ein betontes Pronomen steht:
- Ese regalo se lo di a él. — „Ich habe ihm das Geschenk gegeben.“ (se als Dativklitik doppelt das Objekt a él („ihm“), gleichzeitig lo auch noch das direkte Objekt ese regalo („dieses Geschenk“)).
- A mi no me han invitado. — „Mich haben sie nicht eingeladen.“

Die Klitikverdopplung ist in zwei Fällen grammatisch obligatorisch: Erstens, die betonten Formen des Personalpronomens können niemals allein als Objekt stehen und müssen am Verb gedoppelt werden. Zweitens, bei Voranstellung eines Objekts an den Satzanfang muss es mit einem Klitik am Verb gedoppelt werden. Die Beispiele direkt oben Ese regalo se lo di a él und A mi no me han invitado können also keine andere Form haben. Hingegen ist in dem Satz Lo vi a tu papá die Verdopplung nicht obligatorisch, grammatisch möglich wäre also ebenso Vi a tu papá.

## Reflexivpronomen

### Formen
Ebenso wie die Personalpronomen besitzt auch das spanische Reflexivpronomen, pronombre reflexivo, unbetonte (klitische) und betonte Formen. Eigene Formen, die es vom Personalpronomen unterscheiden, hat das Reflexiv nur in der 3. Person (einschließlich Höflichkeitsform) und lautet dort durchgehend se. Die betonte Form, die nach Präpositionen auftritt, lautet sí. Es ergeben sich also folgende Entsprechungen bei der Wiederaufnahme anderer Ausdrücke:
- yo (ich): me
- tú/vos (du): te
- el/ella/usted (er/sie/Sie): se
- nosotros/nosotras (wir): nos
- vosotros/vosotras (ihr): os
- ellos/ellas/ustedes (sie, Sie): se

Beispiele für betonte Reflexiva nach Präposition:
- Lo dijo a sí mismo. — „Er sagte es zu sich selbst.“
- el problema en sí — „das Problem an sich“

Wie beim Personalpronomen auch, entsteht mit der Präposition con („mit“) eine verschmolzene Sonderform:
con + sí → consigo
Die Unterscheidung, ob das Reflexivpronomen ein direktes oder indirektes Objekt ist, wird nicht markiert. – Beispiele:
- Me ducho por las mañanas. — „Ich dusche mich morgens.“
- Me ducho los pelos. — „Ich dusche mir die Haare.“

### Verwendung
Die Hauptfunktion eines Reflexivs (an Objektstelle) besteht darin anzuzeigen, dass Subjekt und Objekt des Satzes sich auf dasselbe Individuum beziehen. Reflexivpronomen treten im Spanischen, wie auch im Deutschen, aber ebenso als fester Bestandteil bestimmter Verben auf. In der Zitierform dieser Reflexivverben wird daher der Infinitiv mit der Endung -se verwendet. Ein Beispiel für ein Reflexivverb ist hablarse: sprechen können (zu hablar: sprechen):
- (Yo) hablo español. — „Ich spreche Spanisch“
- (Yo) me hablo español. — „'Ich kann Spanisch sprechen.“

Die syntaktischen Eigenschaften der Reflexivpronomen entsprechen hierbei dem, was bereits über Personalpronomen gesagt wurde:
- El paciente no se quiere lavar. — „Der Patient will sich nicht waschen.“ (Stellung des klitischen se vor dem finiten Verb; Klitikanhebung statt lavarse)
- ¡Tranquilízate, chico! — „Bleib ruhig, Junge!“ (enklitisches Reflexiv te am Imperativ)

Eine weitere Funktion des Reflexivs ist, ein unbestimmtes Subjekt auszudrücken. Somit transportiert dieser Gebrauch von se eine Bedeutung wie im Deutschen Sätze mit „man“ (dem generalisierenden Personalpronomen). Diese Verwendung geht auch in die Funktion eines Passivs über (Details hierzu siehe unter Passiv in der spanischen Sprache). — Beispiele:
- ¿Cómo se dice eso en español? — „Wie sagt man das auf Spanisch?“
- ¿Dónde se paga? — „Wo zahlt man?“
- Ahora se comprende que actúen así — „Jetzt versteht man, warum sie so handeln“
- Así no se educa a nadie — „So erzieht man keinen Menschen“

Jedoch handelt es sich bei se auch in dieser Funktion grammatisch nicht um ein Subjekt (also anders als „man“ im Deutschen). Die Sätze ähneln eher einem Passiv, weil der Satzteil, der normalerweise Objekt wäre, die Angleichung der Verbform kontrolliert und sich somit wie ein Subjekt verhält:
- Así se evitan accidentes — „So verhindert man Unfälle“ (Verbform evitan ist Plural, in Übereinstimmung mit accidentes)
- Son dos sucesos que no se pueden comparar — „Es sind zwei Ereignisse, die man nicht vergleichen kann“

## Generalisierende Pronomen
Zusätzlich zu dem direkt oben dargestellten unpersönlichen se werden auch uno und una als generalisierendes Personalpronomen verwendet (auch „unbestimmtes Pronomen“ genannt, aber strenggenommen von Indefinitpronomen zu unterscheiden). Die besondere Bedeutung von uno / una ist hierbei die Selbsteinbeziehung des Sprechers. – Beispiele:
- Uno se siente estafado — „Man fühlt sich betrogen“
- ¿Pierde una derechos cuando es madre? — „Verliert man Rechte, wenn man Mutter wird?“

Die dritte Person Plural des Verbs (aber ohne das entsprechende betonte Pronomen ellos) wird verwendet, wenn es um die Handlungen von unbestimmten Gruppen oder die Einzeltat eines Unbekannten geht. Bei dieser Variante eines unbestimmten Subjekts schließt sich der Sprecher als Handelnden aus. – Beispiele:
- Dicen que viajar ilustra — „Man sagt, Reisen bildet.“ (wörtlich etwa: „Sie sagen...“)
- Tocaron el timbre — „Es klingelte.“ (wörtlich etwa: „Sie schlugen die Glocke.“)
- Cuando mataron a Lennon, yo no había nacido — „Als Lennon umgebracht wurde / als man Lennon umbrachte, war ich noch nicht geboren.“

In ähnlicher Bedeutung kann auch die zweite Person Singular verwendet werden (jedoch in eher familiärer Redeweise). – Beispiel:
- Si protestabas, te echaban a la calle — „Wenn du protestiert hast, haben sie dich auf die Straße gesetzt.“ (auch im Deutschen unpersönlich möglich)

## Demonstrativpronomen
Das Demonstrativpronomen, pronombre demostrativo, drückt eine Zeigehandlung aus (hat also deiktische Bedeutung, die auch auf nicht räumliche Bereiche und Textfunktionen übertragen werden kann). Dabei wird unterschieden, welche Entfernung der gezeigte Gegenstand zu Sprecher und Hörer hat.
Grammatisch gehören Demonstrativpronomen der dritten Person an und richten sich in Genus und Numerus (Kasusendungen des Substantivs kennt das Spanische ja nicht) nach dem Substantiv, das sie begleiten oder vertreten. Die folgende Tabelle verdeutlicht die Bedeutungstypen der Demonstrativa, indem zusätzlich auch die entsprechenden Adverbien aquí, ahí und allí aufgenommen wurden:.
| Distanzen zum Sprecher              | Kurz (in der Nähe des Sprechers) | Mittel (in der Nähe des Zuhörers) | Lang (von beiden entfernt) |
| ----------------------------------- | -------------------------------- | --------------------------------- | -------------------------- |
| Maskulinum Singular                 | este                             | ese                               | aquel                      |
| Femininum Singular                  | esta                             | esa                               | aquella                    |
| Maskulinum Plural                   | estos                            | esos                              | aquellos                   |
| Femininum Plural                    | estas                            | esas                              | aquellas                   |
| Neutrum                             | esto                             | eso                               | aquello                    |
| Lage der Person/Gegenstand (Adverb) | aquí / acá                       | ahí                               | allí                       |

Bemerkungen
- Wenn die Demonstrativa freistehend (also als Pronomen) gebraucht werden, tragen sie einen Akzent, als Begleiter eines Substantivs tragen sie keinen Akzent. – Beispiele:

Leyeron aquellos libros. — „Sie lasen diese Bücher dort.“
aber: Leyeron aquéllos libros. — „Sie dort, lasen Bücher.“
- Die Formen des Neutrums esto, eso, aquello werden nur als Pronomen gebraucht und tragen keinen Akzent.

## Possessivpronomen
Mit dem Possessivpronomen, pronombre posesivo, bestimmt man zu einem Bezugsobjekt einen Besitzer oder eine allgemeinere Art von Zugehörigkeit. Man unterscheidet im Spanischen die unbetonten, schwachen Possessivpronomen, pronombres posesivos átonos o antepuestos o prenominales, von den betonten, starken Pronomen, pronombres posesivos tónicos o posnominales o pospuestos.
Das Possessivpronomen muss in Person, Genus und Numerus mit dem Substantiv, auf welches es sich bezieht, übereinstimmen. Das heißt, dass die maskulinen / femininen Formen in der untenstehenden Tabelle das Genus dieses Bezugswortes anzeigen; hingegen wird das Geschlecht des Besitzers, das vom deutschen Kontrast sein / ihr markiert wird, nicht unterschieden.
Während die unbetonten Formen stets vor einem Substantiv stehen, gibt es für die betonten Formen zwei Verwendungen. Zum einen ist dies die Form, in der Possessiva frei stehen, also substantiviert sind, zum Beispiel:
- Este es mi coche. — „Das ist mein Auto“ (unbetontes mi)

aber: El coche es mío — „Das Auto ist meins / Das Auto gehört mir.“
Zum anderen können die betonten Possessiva auch attributiv stehen, also wie die unbetonten als Begleiter eines Substantivs einen Besitzer angeben. In dieser Funktion stehen sie jedoch nach dem Substantiv. Besonders in Konstruktionen mit Präposition erscheinen die beiden Varianten relativ austauschbar. Beispiel:
- en mi presencia / en presencia mía — „in meiner Anwesenheit“

| Besitzer ↓                       | Betonte Formen, pronombres tónicos | Betonte Formen, pronombres tónicos | Unbetonte Formen, pronombres átonicos | Unbetonte Formen, pronombres átonicos |
| Besitzer ↓                       | Bezugsnomen mask. (pl.)            | Bezugsnomen fem. (pl.)             | Bezugsnomen mask. (pl.)               | Bezugsnomen fem. (pl.)                |
| -------------------------------- | ---------------------------------- | ---------------------------------- | ------------------------------------- | ------------------------------------- |
| 1. Pers. Sg. mein-               | mío(s)                             | mía(s)                             | mi(s)                                 | mi(s)                                 |
| 2. Pers. Sg. dein-               | tuyo(s)                            | tuya(s)                            | tu(s)                                 | tu(s)                                 |
| 3. Pers. Sg. sein- / ihr- / Ihr- | suyo(s)                            | suya(s)                            | su(s)                                 | su(s)                                 |
| 1. Pers. Pl. unser-              | nuestro(s)                         | nuestra(s)                         | nuestro(s)                            | nuestra(s)                            |
| 2. Pers. Pl. euer-               | vuestro(s)                         | vuestra(s)                         | vuestro(s)                            | vuestra(s)                            |
| 3. Pers. Pl. ihr- / Ihr-         | suyo(s)                            | suya(s)                            | su(s)                                 | su(s)                                 |

## Indefinitpronomen
Die Indefinitpronomen, auch unbestimmte Fürwörter, pronombres indefinidos,
sind Wörter, die einem Mengenbezug Ausdruck verleihen, dabei aber häufig mit einer Tendenz zur Unschärfe. Sie stehen stellvertretend für eine oder mehrere unbestimmte Personen oder Sachen in der dritten Person und für Objekte, die man nicht näher quantifizieren oder identifizieren will oder kann. Im Gegensatz zu den oben behandelten generalisierenden Pronomen (se, uno, etc.) können Indefinitpronomen nicht wiederholt hintereinander benutzt werden, um den Bezug auf dasselbe Individuum aufrechtzuerhalten (siehe den Artikel Generalisierendes Personalpronomen).
Es lassen sich vier Gruppen erfassen:
- Indefinitpronomen der Schätzung. Beispiele: mucho („viel“), tanto („so viel“), menos („weniger“).
- Indefinitpronomen der Auswahl. Beispiele: algún („irgendeiner“), alguien („jemand“), tal („solch“), nadie („niemand“), cualquiera („irgendein beliebiger“).
- Indefinitpronomen der Gesamtheit. Beispiel: todo („jeder“).
- Indefinitpronomen der Zuordnung. Beispiele: cada („jeder einzelne“)

Einige Ausdrücke, die traditionell als Indefinitpronomen aufgelistet werden, gehören ihrer Bedeutung nach eigentlich nicht unter eine solche Rubrik, da sie eindeutig definit sind, z. B. ambos („beide“) oder los otros („die anderen“).
Die genannten Pronomen bilden eine Gruppe auch in der Hinsicht, dass die grammatischen Kategorien Genus und Numerus bei diesen Typen nicht durchgehend ausgeprägt sind; beispielsweise ist menos („weniger“) gar nicht flektierbar, tal („solch“) bildet eine Mehrzahlform (tales) aber keine Genusunterscheidung etc.
Stehen die Pronomen in Verbindung zu einem Substantiv, genauer vor einem solchen, nennt man sie auch Indefinitbegleiter, pronombres indefinidos del discurso oder determinantes. Etliche Indefinita können sowohl eine pronominale als auch begleitende oder jeweils nur eine Funktion von beiden erfüllen. Einige werden ferner noch adverbial verwendet (d. h. im Satz freistehend).

## Relativpronomen
Relativpronomen, pronombres reflexivos erfüllen in der spanischen Sprache, wie im Deutschen auch, zwei Funktionen: Zum einen ersetzen sie Substantive, Adverbien und Pronomen. Zum anderen verbinden sie einen Hauptsatz mit einem Nebensatz: Sie leiten den sogenannten Relativsatz ein. Relativsätze beziehen sich zumeist auf ein Substantiv, das man dann Bezugswort nennt, haben also attributive Funktion. Sie stehen nach dem Bezugswort. Beispiel: La casa en que vivo es mía. Das Haus, in dem ich wohne, gehört mir.
Relativpronomen, die für eine Sache stehen, haben nur die Form que; sie kann allerdings durch Präpositionen für Kasus markiert werden: Genitiv de que; Dativ a que; Akkusativ que. Ferner gibt es zusammengesetzte Formen mit weiteren Präpositionen: sobre, con, delante, enfrente usw.
Die spanischen Relativpronomen besitzen außerdem zusammengesetzte Formen, die mit einem Artikel gebildet sind. Über diesen Artikel wird dann auch Genus und Mehrzahl ausgedrückt, obwohl que selbst unveränderlich ist.
In der Schreibung tragen Relativpronomen nie einen Akzent, während ähnlich lautende Fragepronomen, pronombres interrogativos, wie etwa quién, cuál, cuánto usw., mit einem Akut-Akzent, acento agudo, versehen werden. (Zu beachten ist, dass auch Interrogativpronomen einen Nebensatz einleiten können).
Die folgende Tabelle gibt einen Überblick über die spanischen Relativpronomen und ihre Formen. Verwendungsbeispiele befinden sich im Artikel Relativsatz in der spanischen Sprache#Relativpronomen.
| Relativpronom | Genus                    | Formen                                                                                                  | Nominativ | Genitiv  | Dativ (indirektes Objekt) | Akkusativ (direktes Objekt) | Bemerkungen; Deutsche Übersetzung |
| ------------- | ------------------------ | --- | --------- | -------- | ------------------------- | --------------------------- | --- |
| que           | maskulin feminin         | Genus gleich sowie entsprechende Pluralformen                                                           | que       | de que   | a que                     | que                         | Für Personen und Sachen; welcher, welche, welches; der, die, das. |
| el que        | maskulin feminin neutrum | la que, de la que, a la que, la que ferner gibt es Neutrum lo que sowie entsprechende Pluralformen      | el que    | del que  | al que                    | el que                      | Sachverhalt mit Neutrum lo que; das, was; was. Lo que bezieht sich auf den vollständigen, vorhergehenden Satz. Nach kurzen einsilbigen Präpositionen und nach algo und nada. Bei Distanzstellung zum Bezugswort.                                                                                     |
| el cual       | maskulin feminin neutrum | la cual, de la cual, a la cual, la cual ferner gibt es Neutrum lo cual sowie entsprechende Pluralformen | el cual   | del cual | al cual                   | el cual                     | Personen und Sachen, Sachverhalt mit Neutrum lo cual; der, die, das; welcher, welche, welches. Lo cual mit Bezug auf den vollständigen Satz. Selten in der Umgangssprache; häufig in der Schriftsprache. Nach mehrsilbigen oder zusammengesetzten Präpositionen. Bei Distanzstellung zum Bezugswort. |
| quien         | maskulin feminin         | Genus gleich sowie entsprechende Pluralformen                                                           | quien     | de quien | a quien                   | quien                       | nur Personen; der, die; welcher, welche. Nach einsilbigen und mehrsilbigen oder zusammengesetzten Präpositionen anstelle von que, el que, el cual. |
| cuyo          | maskulin feminin         | nur Genitiv sowie entsprechende Pluralform                                                              | -         | cuyo     | -                         | -                           | Personen und Sachen; dessen, deren. Numerus und Genus von cuyo, cuya, cuyos, cuyas richten sich nach dem nachfolgenden und nicht nach dem vorhergehenden Substantiv. |
| cuanto        | maskulin feminin neutrum | cuanta, cuanta, cuanto, Neutrum wie maskuline Form, Plural entsprechend                                 | cuanto    | -        | a cuanto                  | cuanto                      | Personen und Sachen; alles, was ..., alle, was; alle die. Besitzbezug. |

## Geschichte der spanischen Pronomina: Herkunft aus dem Lateinischen
Das Lateinische war, wie das heutige Spanisch, eine Sprache, in der Subjektpronomina nur gesetzt wurden, wenn sie heraushebende, kontrastierende Funktion haben. Im Latein finden sich verschiedene Demonstrativpronomina, die auch alleinstehend gebraucht werden können, etwa ille („jener“, „der“), ein Demonstrativ, das ursprünglich auf fern liegende oder allgemein bekannte Personen oder Gegenstände verweist. In den romanischen Sprachen nimmt nunmehr dieses Demonstrativum zum einen die Entwicklung zum bestimmten Artikel, artículo determinado zum anderen aber wird es zum Personalpronomen verblassen (grammatikalisieren). Das im Lateinischen vorhandene Personalpronomen  der dritten Person is (deutsch „er“) wird dadurch verdrängt. Hier als Beispiel die Änderungen am Subjektpronomen.
|                    | Grammatikalisierung | Übersetzung |
| ------------------ | ------------------- | ----------- |
| klassisches Latein | ille venit          | der kommt   |
| Spanisch           | él viene            | er kommt    |
| Italienisch        | egli viene          | er kommt    |
| Französisch        | il vient            | er kommt    |

Im klassischen Latein galt, dass wenn zwei Pronomina aufeinanderfolgten, der Dativ dem Akkusativ vorausging, so z. B. „illi illum“ („ihm es“) oder „illi illas“ („ihm sie“). Die Vokale des Vulgärlatein veränderten sich: Das unbetonte „i“ des Anlauts des ersten lateinischen Pronomens ging zugunsten des „i“ im Anlaut des zweiten Pronomens verloren. Die lateinischen Wendungen entwickelten sich nunmehr lautsprachlich über die Stufen „lielo“ bzw. „liela“ zu den altspanischen Pronomen „gelo“ bzw. „gela“.
- illi illum > lielo > gelo > lo
- illi illam > liela > gela > la
- illi illud > lielu > gelu > lo
- illi illos > lielos > gelos > los
- illi illas > lielas > gelas > las[27][28]

Das Dativpronomen „le“ hatte sich aus der Form „illi“ herausgebildet. Während die Akkusativpronomina „lo“, „la“ sich aus den lateinischen Formen „illum“, „illam“ und „illud“ entwickelten. Genauer „illum“ und „illud“ zu dem spanischen „lo“ und „illam“ zu „la“. Die Pluralformen entstammen den Demonstrativa „illis“ im Dativ für „les“ und „illos“ sowie „illas“ im Akkusativ für „los“ und „las“. — Die Herausbildung der heutigen Formen se lo und se la vollzog sich erst im 16. Jahrhundert.
Bei der ersten und zweiten Person entwickelten sich die betonten Objektpronomina aus den Deklinationsformen des lateinischen Dativs, die unbetonten Pronomina hingegen aus den Formen des lateinischen Akkusativs. Die Entsprechungen Lateinisch-Spanisch sind:
- Lateinischer Dativ – spanisches betones Pronomen: mihi–mí; tibi–tí; nobis–nosotros; vobis–vosotros.
- Lateinischer Akkusativ – spanisches unbetontes Pronomen: me–me; te–te; nos–nos; vos–os.

Bei den Relativpronomen des heutigen Spanisch kann man die Herkunft aus den lateinischen Formen teilweise noch erkennen (abgesehen vom Verlust des Ablativs):
| Kasus     | Lateinisches Relativpronomen (singular) | Deutsche Übersetzung                     | Spanisches Relativpronomen  |
| --------- | --------------------------------------- | ---------------------------------------- | --------------------------- |
| Nominativ | qui, quae, quod                         | der, die, das, wer                       | que                         |
| Genitiv   | cuius                                   | dessen, deren, wessen                    | cuyo, cuya                  |
| Dativ     | cui                                     | dem, der, wem                            | (a) quien                   |
| Accusativ | quem, quam, quod                        | den, die, das, wen                       | que                         |
| Ablativ   | quoa, qua, quo,                         | durch den, durch die, durch das, von wem | -- (stattdessen: por quien) |